# Terezyne
Terezyne (en ukrainien : Терезине) ou Terezino (en russe : Терезино) est une commune urbaine de l'oblast de Kiev, en Ukraine. Sa population s'élevait à 1 726 habitants en 2021.

## Géographie
Terezyne est située à 8 km au nord de Bila Tserkva et à 73 km au sud-sud-ouest de Kiev.

## Histoire
À l'emplacement de l'actuelle commune de Terezyne, se trouvaient au XIXe siècle trois élevages de chevaux et la résidence principale des comtes Branytskyï. Le village qui se développa à côté de ces élevages reçut le nom de Terezyne en l'honneur de la princesse Tereza Radziwill, petite-fille du comte Vladyslav-Mihal Branytskyï. 

## Symboles
Les armoiries et le drapeau modernes de la commune font référence aux fondements de l'économie de Terezyne : les trois cors de chasse pour la chasse et un cheval pour l'élevage de chevaux.

## Population
Recensements (*) ou estimations de la population :
| 1989* | 2001* | 2008  | 2009  | 2010  | 2011  |
| ----- | ----- | ----- | ----- | ----- | ----- |
| 1 790 | 1 537 | 1 650 | 1 654 | 1 537 | 1 653 |

| 2012  | 2013  | 2014  | 2015  | 2016  | 2017  |
| ----- | ----- | ----- | ----- | ----- | ----- |
| 1 656 | 1 658 | 1 649 | 1 675 | 1 664 | 1 683 |

| 2021  | - | - | - | - | - |
| ----- | - | - | - | - | - |
| 1 726 | - | - | - | - | - |

## Transports
Terezyne se trouve à 12 km de la gare ferroviaire de Bila Tserkva.